# Gonatodes humeralis
Gonatodes humeralis este o specie de șopârle din genul Gonatodes, familia Gekkonidae, descrisă de Guichenot 1855. Conform Catalogue of Life specia Gonatodes humeralis nu are subspecii cunoscute.

## Galerie

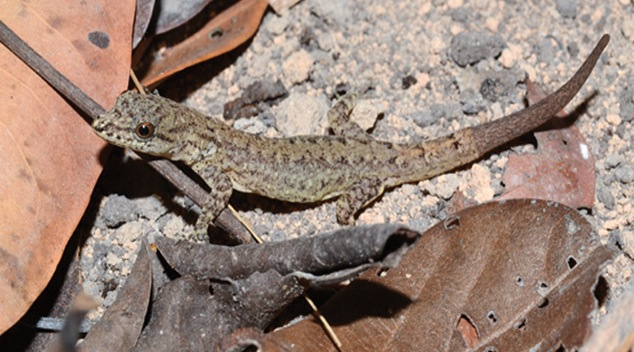
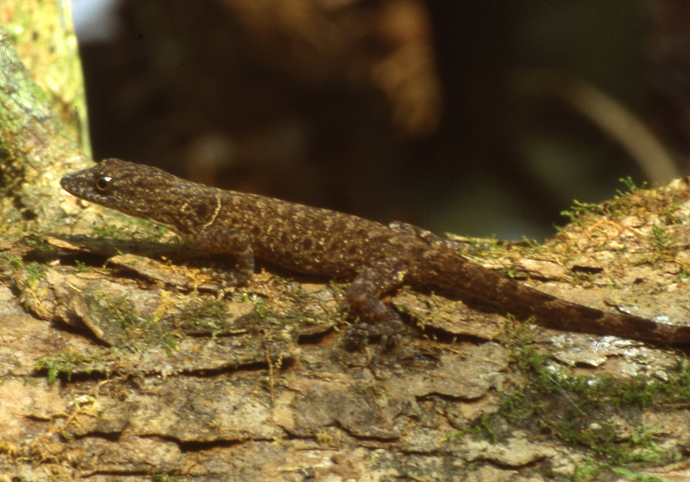
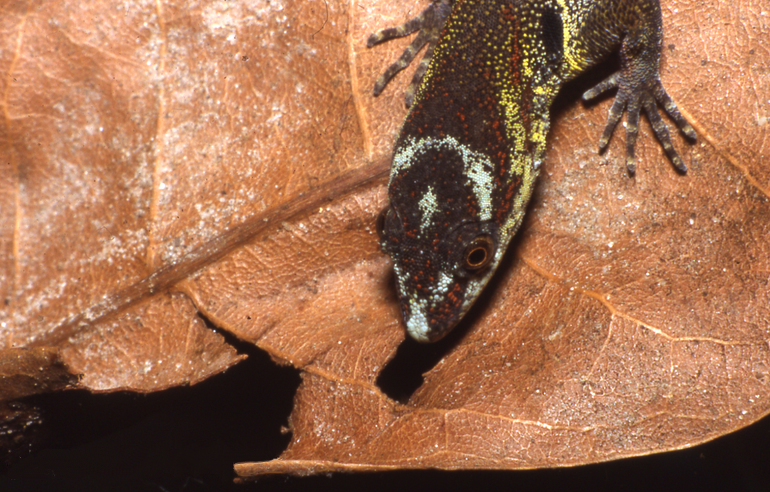
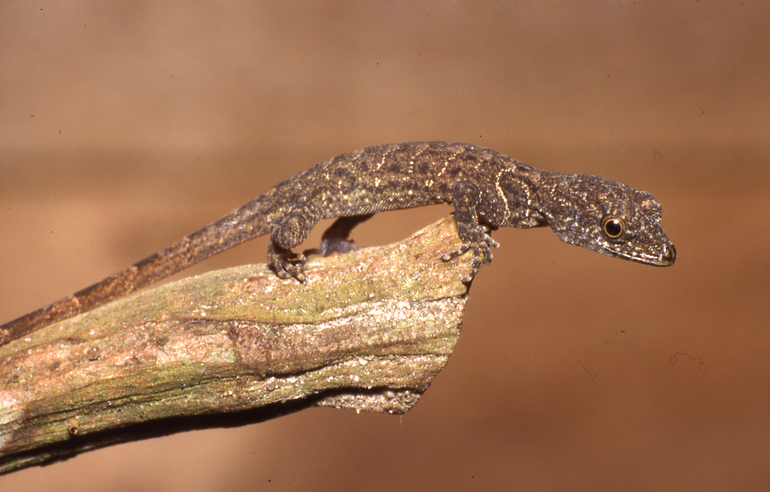